# Claude Sintes
Pour les articles homonymes, voir Sintes.
Claude Sintes (ou Sintès), né le 10 juin 1953 à Fort-de-l'Eau en Algérie, est un archéologue et conservateur de musée français.

## Biographie
Après des études d’archéologie médiévale à l'université d'Aix-Marseille, il a été allocataire de recherche au titre du CNRS avant d’être nommé conservateur adjoint au musée d'Arles en 1984. De 1995 à février 2019, il est le directeur du Musée départemental Arles antique, qui a mis en place les expositions Algérie antique, Arménie antique, Ingres et l’antique, Chefsd’œuvre romains du Louvre, César : le Rhône pour mémoire, Rodin la lumière de l’antique, L'armée de Rome : la puissance et la gloire, et des actions en partenariat avec l’étranger dans le domaine de l’étude architecturale, de la restauration de mosaïques (Gaza, Algérie, Turquie, Égypte…), et dans celui de l’assistance muséographique (musée du Bardo à Tunis, musée national serbe…). Le musée du Louvre a conclu un accord de coopération avec le musée départemental Arles antique depuis 2005.
Il a participé à la Mission archéologique française en Libye de 1986 jusqu’à 2003. Il y a conduit les fouilles sous-marines du port d'Apollonie de Cyrène et publié plusieurs articles et ouvrages sur l’art et l’architecture de la Libye antique. Des missions d’expertises et de collaborations internationales l’ont mené en Tunisie, Algérie, Espagne, etc. Il a été missionné par l'UNESCO dans le cadre de l'opération Patrimoine 2001, puis par l’ICOMOS en 2006 dans le cadre d’une mission réactive sur l’évaluation du patrimoine archéologique libyen.
Il a été membre de la Commission inter-régionale de l'archéologie (1995-1998), puis membre du Conseil national de la recherche archéologique (CNRA) de 1999 à 2004. Il a été nommé expert ou membre de divers conseils. Il est chercheur associé au Centre Camille-Julian (CNRS) depuis 2004.
Il participe à la mise en valeur des découvertes effectuées dans le Rhône par des équipes pluridisciplinaires : l’exposition César, le Rhône pour mémoire par exemple. En 2013, Claude Sintes dirige le projet d’extension du musée départemental Arles antique, où, sur 800 m2, est présentée une barge romaine complète de 30 m de long découverte dans le fleuve.
En 2014 puis 2017, il préside le jury pour l'élection de la reine d'Arles.

## Décorations
- Chevalier de l'ordre des Arts et des Lettres
- Médaille de l'Académie d'architecture de Paris
- Médaille d'honneur de la ville d'Arles

## Publications
- Évaluation du patrimoine archéologique d’Arles, Éditions du ministère de la Culture, 1990
- Sites et monuments de l'Algérie antique, coll. « Archéologies-Édisud », en collaboration avec Jean-Marie Blas de Roblès, 2003
- Algérie antique, Éditions du Musée départemental Arles antique, 2003
- La Libye antique, coll. « Découvertes Gallimard / Archéologie » (no 460), 2004  (ISBN 2-07-030207-5)
- Arles antique, Éditions Imprimerie nationale, 2006
- Sur la mer violette, Éditions des Belles Lettres, 2009  (ISBN 9782251030067)
- Libye, un rêve de marbre, Éditions Imprimerie nationale, 2010,  (ISBN 978-2-7427-9349-5)
- Les pirates contre Rome, Éditions des Belles Lettres, 2016  (ISBN 9782251338446)